# Bohdaniwka (Wosnessensk)
Bohdaniwka (ukrainisch Богданівка; russisch Богдановка Bogdanowka) ist ein Dorf in der ukrainischen Oblast Mykolajiw mit etwa 1600 Einwohnern (2009).

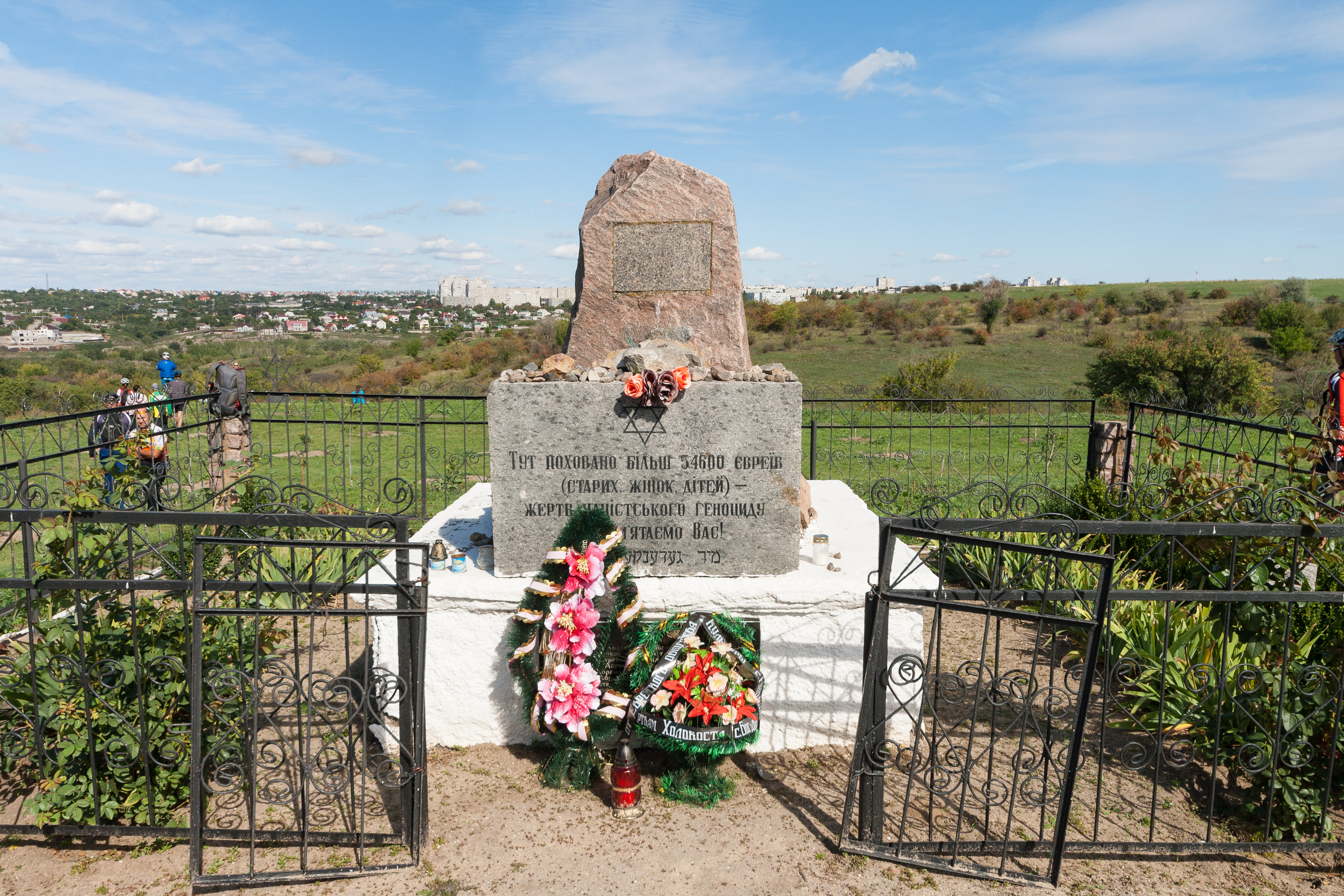
Holocaust-Denkmal im Ort

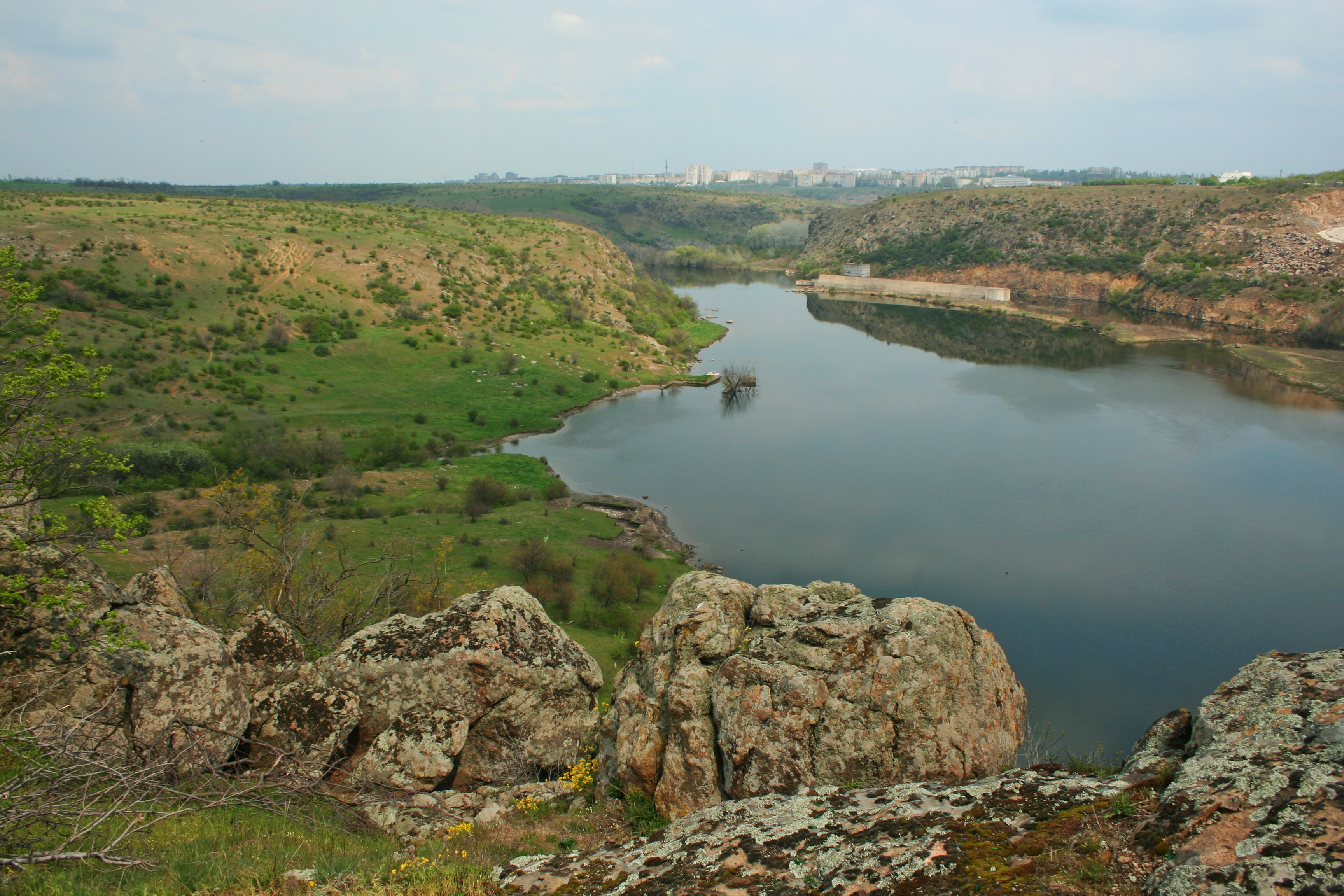
Landschaft bei Bohdaniwka

## Geografie
Die Ortschaft liegt am rechten Ufer des Südlichen Bugs und ist über eine Fähre mit der am gegenüberliegenden Ufer gelegenen Siedlung städtischen Typs Kostjantyniwka, der nahen Stadt Juschnoukrajinsk und der Nationalstraße 24/Regionalstraße P–06 verbunden.
Bohdaniwka liegt etwa 30 km nordöstlich vom ehemaligen Rajonzentrum Domaniwka und 125 km nordwestlich vom Oblastzentrum Mykolajiw.
Nahe vom Dorf befindet sich der Nationalpark Buskyj Hard (Національний природний парк «Бузький Гард»).

## Geschichte
Das 1775 gegründete Dorf entstand an einer, seit dem 16./17. Jahrhundert bekannten Siedlung der Saporoger Kosaken.
Bei Bohdaniwka befand sich das im Zweiten Weltkrieg von den Behörden des rumänischen Besatzungsgebietes Transnistrien angelegte, gleichnamige Vernichtungslager in dem 1941/1942 etwa 50.000, größtenteils aus Odessa und Bessarabien stammende, Juden umgebracht wurden.
Am 3. Oktober 2017 wurde das Dorf ein Teil der neugegründeten Landgemeinde Prybuschschja, bis dahin bildete es zusammen mit den Dörfern Buski Porohy (Бузькі Пороги), Kalyniwka (Калинівка),  Kyjiw, Marjiwka (Мар'ївка), Petriwka (Петрівка) und Wynohradnyj Sad (Виноградний Сад) die gleichnamige Landratsgemeinde Bohdaniwka (Богданівська сільська рада/Bohdaniwska silska rada) im Nordosten des Rajons Domaniwka.
Seit dem 17. Juli 2020 ist es ein Teil des Rajons Wosnessensk.